# Глухів (аеродром)

Аеродрóм «Глухів» — поточно не сертифікований постійний ЗПМ, розташований у Сумській області, в м. Глухів, на відстані 3,5 км від його центру.

## Історія
Див. поклик [Архівовано 23 травня 2018 у Wayback Machine.]

## Авіапригоди
У 2012 р. під час стрибка загинула парашутистка

## Додатково
- Сайт Глухова [Архівовано 23 травня 2018 у Wayback Machine.]